# FC 기후
FC 기후(FC岐阜)는 일본 기후현 기후시를 연고로 하는 축구팀으로 2001년 창단하였으며 현재 J3리그에서 활동하고 있다.

## 역사
2001년 창단 후 현재까지 J1리그 승격 경험은 없는 J리그 최약체팀 중 하나이지만 그나마 J리그 디비전 2 2009에서 18개팀 가운데 12위를 기록하며 J2리그에서의 최고 성적을 거두었고 천황배에서도 2009 시즌에 8강까지 오르며 팀 역사상 컵대회 최고 성적을 거두었다.
그러나 2019 시즌 J2리그에서 22팀 중 최하위에 그치면서 결국 11년만에 J3리그로 강등되었고 2024 시즌 현재까지도 J3리그에 머물러 있다.

## 주요 성적

### J2리그
- 2008 시즌 : 13위
- 2009 시즌 : 12위
- 2010 시즌 : 14위
- 2011 시즌 : 20위
- 2012 시즌 : 21위
- 2013 시즌 : 21위
- 2014 시즌 : 17위
- 2015 시즌 : 20위
- 2016 시즌 : 20위
- 2017 시즌 : 18위
- 2018 시즌 : 20위
- 2019 시즌 : 22위

### 일왕배
- 2008년 : 16강
- 2009년 : 8강
- 2010년 : 48강
- 2011년 : 48강
- 2012년 : 48강
- 2013년 : 48강
- 2014년 : 48강
- 2015년 : 48강
- 2016년 : 72강
- 2017년 : 24강
- 2018년 : 24강

## 선수 명단

### 현역
참고: FIFA 자격 규정에 따라 소속된 국가대표팀 국기를 표시합니다. 선수는 복수의 FIFA 비회원국 국적을 가지고 있을 수 있습니다.
| 번호 | 포지션 | 국적                   | 이름   |
| ---- | ------ | ---------------------- | ------ |
| 22   | MF     | 조선민주주의인민공화국 | 문인주 |

| 번호 | 포지션 | 국적 | 이름 |
| ---- | ------ | ---- | ---- |

## 역대 감독

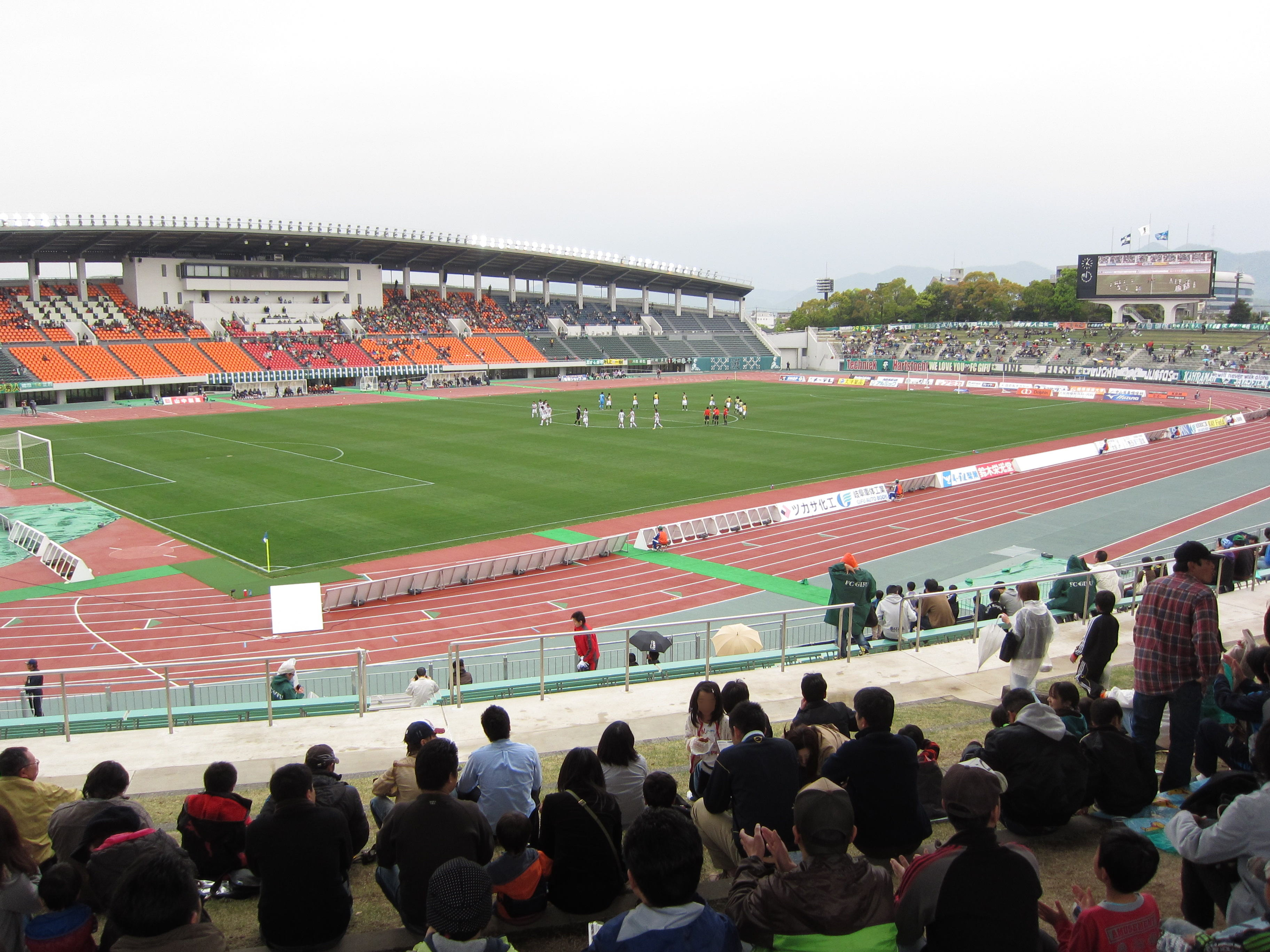
기후 나가라가와 경기장

| 감독            | 임기        |
| --------------- | ----------- |
| 구라타 야스하루 | 2010        |
| 루이 라모스     | 2014 ~ 2016 |